# Nicolás Ezequiel Ledesma
Nicolás Ezequiel Ledesma  (San Pedro, Provincia de Buenos Aires, Argentina; 19 de julio de 1987) es un futbolista argentino. Juega como delantero y su primer equipo fue 9 de Julio de Rafaela. Actualmente milita en Atlético Paraná del Torneo Regional Amateur.

## Clubes
| Club                      | País      | Año       |
| ------------------------- | --------- | --------- |
| 9 de Julio de Rafaela     | Argentina | 2008      |
| Villa San Carlos          | Argentina | 2009-2010 |
| 9 de Julio de Rafaela     | Argentina | 2010      |
| Defensores Unidos         | Argentina | 2010-2011 |
| Colegiales de Concordia   | Argentina | 2011      |
| Sportivo Las Heras        | Argentina | 2012      |
| Deportivo Mandiyú         | Argentina | 2012-2013 |
| Textil Mandiyú            | Argentina | 2013      |
| Yaracuyanos FC            | Venezuela | 2014      |
| Atlético Paraná           | Argentina | 2014-2015 |
| Almagro                   | Argentina | 2016-2017 |
| Atlético Paraná           | Argentina | 2017-2018 |
| Boca Unidos de Corrientes | Argentina | 2018-2019 |
| Chaco For Ever            | Argentina | 2019      |
| Central Norte de Salta    | Argentina | 2020      |
| Atlético Paraná           | Argentina | 2020-?    |

## Palmarés
| Título                  | Club            | País      | Año  |
| ----------------------- | --------------- | --------- | ---- |
| Ascenso a la B Nacional | Atlético Paraná | Argentina | 2014 |